# Tipula (Schummelia) decembris
Tipula (Schummelia) decembris is een tweevleugelige uit de familie langpootmuggen (Tipulidae). De soort komt voor in het Oriëntaals gebied.